# Fourteener
Unter Bergsteigern in den USA werden als Fourteener alle Berge bezeichnet, deren Gipfel höher ist als 14.000 Fuß (4.267,2 Meter) sind. Außerhalb der USA ist dieser Ausdruck kaum gebräuchlich. Im Rest der Welt, wo das metrische System verbreitet ist, würde man eher von Viertausendern reden.
Die meisten Fourteeners (nämlich 54) befinden sich im Bundesstaat Colorado, die zehn höchsten allerdings liegen allesamt in Alaska. Alle Fourteeners in den USA, oder wenigstens alle in Colorado, bestiegen zu haben, ist unter den sogenannten peak baggers (wörtlich „Gipfel-Einsacker“) ein beliebtes Ziel. In Europa gibt es eine vergleichbare „Sammelwut“ in Bezug auf Viertausender, d. h. Berge über 4000 Meter Höhe. Die Alpengipfel stellen allerdings meist eine größere bergsteigerische Herausforderung dar.

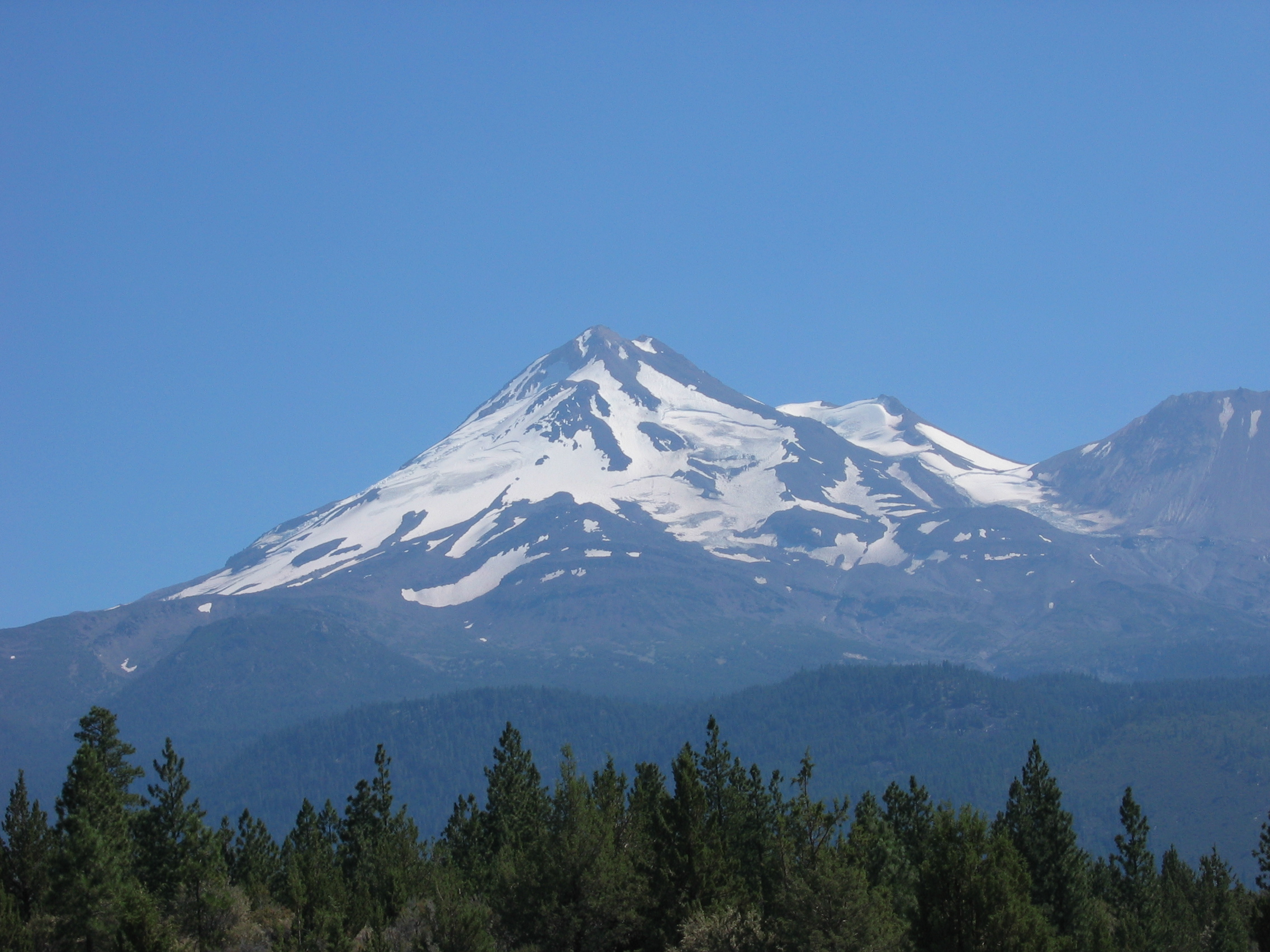
Mount Shasta, ein Fourteener in Kalifornien

## Liste der Fourteeners in den USA
Die folgenden Berge werden allgemein als Fourteener anerkannt, die Kriterien, insbesondere wie weit Bergspitzen in Massiven auseinanderliegen müssen, um anerkannt zu werden, sind allerdings nicht hundertprozentig einheitlich.
1. Denali (Mount McKinley), Alaska, 20.320 Fuß
2. Denali North Peak (Nordgipfel), Alaska, 19.470 Fuß
3. Mount Saint Elias, Alaska, 18.008 Fuß
4. Mount Foraker, Alaska, 17.400 Fuß
5. Mount Bona, Alaska, 16.550 Fuß
6. Mount Blackburn, Alaska, 16.390 Fuß
7. Mount Blackburn (Ostgipfel), Alaska, 16.286 Fuß
8. Mount Sanford, Alaska, 16.237 Fuß
9. Good Neighbor Peak, Alaska, 15.979 Fuß
10. Mount Churchill, Alaska, 15.638 Fuß
11. Mount Fairweather, Alaska, 15.300 Fuß
12. Mount Hubbard, Alaska, 14.950 Fuß
13. Mount Bear, Alaska, 14.831 Fuß
14. Mount Hunter, Alaska, 14.573 Fuß
15. Mount Whitney, Kalifornien, 14.505 Fuß
16. Mount Alverstone, Alaska, 14.500 Fuß
17. University Peak, Alaska, 14.470 Fuß
18. Aello Peak, Alaska, 14.445 Fuß
19. Mount Elbert, Colorado, 14.433 Fuß
20. Mount Massive, Colorado, 14.421 Fuß
21. Mount Harvard, Colorado, 14.420 Fuß
22. Mount Rainier, Washington, 14.410 Fuß
23. Mount Williamson, Kalifornien, 14.375 Fuß
24. La Plata Peak, Colorado, 14.361 Fuß
25. Blanca Peak, Colorado, 14.345 Fuß
26. Uncompahgre Peak, Colorado, 14.309 Fuß
27. Crestone Peak, Colorado, 14.294 Fuß
28. Mount Lincoln, Colorado, 14.286 Fuß
29. Grays Peak, Colorado, 14.270 Fuß
30. Mount Antero, Colorado, 14.269 Fuß
31. Torreys Peak, Colorado, 14.267 Fuß
32. Castle Peak, Colorado, 14.265 Fuß
33. Quandary Peak, Colorado, 14.265 Fuß
34. Mount Blue Sky, Colorado, 14.264 Fuß
35. Longs Peak, Colorado, 14.255 Fuß
36. Mount Wilson, Colorado, 14.246 Fuß
37. White Mountain Peak, Kalifornien, 14.246 Fuß
38. North Palisade, Kalifornien, 14.242 Fuß
39. Mount Shavano, Colorado, 14.229 Fuß
40. Crestone Needle, Colorado, 14.197 Fuß
41. Mount Belford, Colorado, 14.197 Fuß
42. Mount Princeton, Colorado, 14.197 Fuß
43. Mount Yale, Colorado, 14.196 Fuß
44. Mount Bross, Colorado, 14.172 Fuß (Schartenhöhe = 292–332 Fuß)
45. Kit Carson Mountain, Colorado, 14.165 Fuß
46. Mount Wrangell, Alaska, 14.163 Fuß
47. Mount Shasta, Kalifornien, 14.162 Fuß
48. Mount Sill, Kalifornien, 14.162 Fuß
49. Maroon Peak, Colorado, 14.156 Fuß
50. Tabeguache Peak, Colorado, 14.155 Fuß
51. Mount Oxford, Colorado, 14.153 Fuß
52. Mount Sneffels, Colorado, 14.150 Fuß
53. Mount Democrat, Colorado, 14.148 Fuß
54. Capitol Peak, Colorado, 14.130 Fuß
55. Liberty Cap, Washington, 14.112 Fuß
56. Pikes Peak, Colorado, 14.110 Fuß
57. Snowmass Mountain, Colorado, 14.092 Fuß
58. Mount Russell, Kalifornien, 14.086 Fuß
59. Mount Eolus, Colorado, 14.083 Fuß
60. Windom Peak, Colorado, 14082 Fuß
61. Challenger Point, Colorado, 14.080 Fuß (Schartenhöhe = 280-320 Fuß)
62. Mount Columbia, Colorado, 14.073 Fuß
63. Mount Augusta, Alaska, 14.070 Fuß
64. Missouri Mountain, Colorado, 14.067 Fuß
65. Humboldt Peak, Colorado, 14.064 Fuß
66. Mount Bierstadt, Colorado, 14.060 Fuß
67. Sunlight Peak, Colorado, 14.059 Fuß
68. Split Mountain, Kalifornien, 14.058 Fuß
69. Handies Peak, Colorado, 14.048 Fuß
70. Culebra Peak, Colorado, 14.047 Fuß
71. Ellingwood Point, Colorado, 14.042 Fuß
72. Mount Lindsey, Colorado, 14.042 Fuß
73. Middle Palisade, Kalifornien, 14.040 Fuß
74. Little Bear Peak, Colorado, 14.037 Fuß
75. Mount Sherman, Colorado, 14.036 Fuß
76. Redcloud Peak, Colorado, 14.034 Fuß
77. Mount Langley, Kalifornien, 14.028 Fuß
78. Pyramid Peak, Colorado, 14.018 Fuß
79. Mount Tyndall, Kalifornien, 14.018 Fuß
80. Wilson Peak, Colorado, 14.017 Fuß
81. Wetterhorn Peak, Colorado, 14.015 Fuß
82. Mount Muir, Kalifornien, 14.015 Fuß
83. San Luis Peak, Colorado, 14.014 Fuß
84. Huron Peak, Colorado, 14.005 Fuß
85. Mount of the Holy Cross, Colorado, 14.005 Fuß
86. Sunshine Peak, Colorado, 14.001 Fuß